# Coupe Memorial 1976
Navigation
Édition précédente Édition suivante
L'édition 1976 de la Coupe Memorial est présentée du 9 au 16 mai 1976 à Montréal au Québec. Gérée par l'Association canadienne de hockey amateur, elle regroupe les meilleures équipes de niveau junior à travers les ligues basée au Canada.

## Équipes participantes
- Les Remparts de Québec représentent la Ligue de hockey junior majeur du Québec.
- Les Fincups de Hamilton représentent la Ligue de hockey junior majeur de l'Ontario.
- Les Bruins de New Westminster représentent la Ligue de hockey de l'ouest du Canada.

## Classement de la ronde préliminaire
| Équipe                    | PJ | V | D | BP | BC | Pts |
| ------------------------- | -- | - | - | -- | -- | --- |
| Fincups de Hamilton       | 2  | 1 | 1 | 11 | 8  | 2   |
| Bruins de New Westminster | 2  | 1 | 1 | 8  | 10 | 2   |
| Remparts de Québec        | 2  | 1 | 1 | 6  | 7  | 2   |

## Résultats

### Résultats du tournoi à la ronde
| Date        | Vainqueur                 | Résultat | Perdant                   | Lieu              |
| ----------- | ------------------------- | -------- | ------------------------- | ----------------- |
| 9 mai 1976  | Remparts de Québec        | 4-3      | Fincups de Hamilton       | Forum de Montréal |
| 10 mai 1976 | Bruins de New Westminster | 4-2      | Remparts de Québec        | Forum de Montréal |
| 12 mai 1976 | Fincups de Hamilton       | 8-4      | Bruins de New Westminster | Forum de Montréal |

### Ronde finale
| Date        | Vainqueur                 | Résultat | Perdant            | Lieu              |
| ----------- | ------------------------- | -------- | ------------------ | ----------------- |
| 14 mai 1976 | Bruins de New Westminster | 10-3     | Remparts de Québec | Forum de Montréal |

| Date        | Vainqueur           | Résultat | Perdant                   | Lieu              |
| ----------- | ------------------- | -------- | ------------------------- | ----------------- |
| 16 mai 1976 | Fincups de Hamilton | 5-2      | Bruins de New Westminster | Forum de Montréal |

## Effectifs
Voici la liste des joueurs des Fincups de Hamilton, équipe championne du tournoi 1976 :
- Entraîneur : Bert Templeton
- Gardiens : Al Jensen et Mark Locken.
- Défenseurs :  Mike Fedorko, Willie Huber, Bill Reilly, Ron Roscoe, Sean Sullivan.
- Attaquants : Joe Contini, Steve Hazlett, Cal Herd, Denis Houle, Mike Keating, Archie King, Joe Kowal, Ted Long, Dale McCourt, Bob Mierkalns, Mark Perras, Al Secord, Kelly Secord, Ric Seiling, Dan Shearer, Ed Smith, Rob Street,

## Honneurs individuels
- Trophée Stafford-Smythe (MVP) : Dale McCourt (Fincups de Hamilton)
- Trophée George-Parsons (meilleur esprit sportif) : Richard Shinske (Bruins de New Westminster)
- Trophée Hap-Emms (meilleur gardien) : Maurice Barrette (Remparts de Québec)

Équipe d'étoiles :
- Gardien : Maurice Barrette (Remparts de Québec)
- Défense : Jean Gagnon (Rempart de Québec); Barry Beck (Bruins de New Westminster)
- Centre : Dale McCourt (Fincups de Hamilton)
- Ailier gauche : Ric Seiling (Fincups de Hamilton)
- Ailier droit : Harold Phillipoff (Bruins de New Westminster)